# 양전자 방출
양전자 방출(positron emission)은 베타 붕괴의 일종으로 때로는 베타 플러스(β+)로 쓰기도 한다. 베타 플러스 붕괴시에, 양성자는 약한 핵력을 통해 중성자로 변환되며, 이때 베타 플러스 입자(양전자)와 중성미자가 방출된다.
양전자를 방출하는 동위원소로는 탄소-11, 질소-13, 산소-15, 플루오린-18이 있다. 예를 들면, 탄소-11은 다음과 같이 붕소-11로 변한다.
{\displaystyle {}^{11}{\hbox{C}}\;\to \;^{11}{\hbox{B}}\;+\;e^{+}\;+\;\nu _{e}.}
이러한 동위원소는 양전자 단층 촬영에 사용된다.
전자 포획은 양전자 방출과 경쟁적으로 발생할 수 있는 또 다른 붕괴방식이지만, 에너지 차이가 커질수록 양전자 방출로 붕괴할 확률이 높아진다.

## 같이 보기
- 베타 붕괴